# ترس پینوس، کالیفرنیا
ترس پینوس (به انگلیسی: Tres Pinos) یک منطقهٔ مسکونی در ایالات متحده آمریکا است که در شهرستان سن بنیتو، کالیفرنیا واقع شده‌است. ترس پینوس ۹٫۳۱۶ کیلومتر مربع مساحت و ۴۷۶ نفر جمعیت دارد و ۱۶۱٫۸۵ متر بالاتر از سطح دریا واقع شده‌است.